# Папский совет по делам семьи
Папский совет по делам семьи (лат. Pontificium Consilium pro Familia) — бывшая дикастерия Римской курии, существовавшая с 1981 года по 2016 год. Совет был учреждён папой римским Иоанном Павлом II 9 мая 1981 года в motu proprio Familia a Deo Instituta и заменил Комитет по делам семьи папы римского Павла VI, который был учрежден 11 января 1973 года. Совет «продвигает пасторскую заботу о семьях, защищает их права и достоинство в Церкви и в гражданском обществе, также, чтобы они могли когда-либо быть более способны выполнять свои обязанности».
С 1 сентября 2016 года его функции перешли к новому ведомству — Дикастерии по делам мирян, семьи и жизни.

## Деятельность
Совет «работает для более глубокого понимания учительства Церкви»; «поощряет изучения в духовности брака и семьи»; работает «чтобы гарантировать точное признание человеческих и социальных условий установления семьи повсюду»; и «стремится гарантировать, чтобы права семьи утверждались и защищались даже в социальной и политической сфере» и «поддерживает и координирует инициативы защитить человеческую жизнь с первого момента зачатия и поощряет ответственное деторождение». Особенно, Совет «продвигает и координирует пасторские усилия, связанные с проблемой ответственного деторождения, и поощряет, выдерживает и координирует инициативы в защиту человеческой жизни на всех стадиях его существования, от зачатия до естественной смерти».
Среди существенных документов, выпущенных Советом — Правда и значение человеческого различия полов (1995) обеспечивающее руководящие принципы по образованию в пределах семьи; Карманный справочник для исповедников относительно некоторых аспектов этики супружеской жизни (1997) подтверждающий незаконный характер противозачаточных действий; и Декларация относительно уменьшения плодовитости в мире (1998), учитывающая отклоняющиеся демографические тенденции.

## Руководство
Последним Председателем Совета являлся архиепископ Винченцо Палья. Последним секретарём Совета — епископ Жан Лафит. Последним заместителем секретаря — священник Андреа Пальмиери.
В дополнение к своему совещательному правлению епископов, члены Совета включали мирян, особенно женатых мирян «со всего мира»." Совет имел Председательский Комитет с 15 кардиналами, 12 архиепископами и епископы, 19 женатыми парами, 39 советниками, и штат из 10 человек. Советники Совета включали мирян типа морального богослова Джанет Е. Смит, председателя Колледжа христианского мира Тимоти Т. О’Доннелла, Карла А. Андерсона, верховного рыцаря Рыцарей Колумба; Хосе Луиса Мендосы Переса, председателя Католического Университета Святого Антония, Мурсия, Испания и отца 14 детей, и Джерри Коникера, соучредителя апостолата по посвящению семьи и Catholic Familyland.
Совет издавал ежеквартальный обозрение Familia et Vita (с лат. — «Семья и жизнь») с 1994 года. Совет организовывал Всемирные встречи семьи, созываемые в Риме в 1994 году, в Рио-де-Жанейро в 1997 году, в Риме снова в 2000 году, в Маниле на Филиппинах, в 2003 году в Валенсии, в Испании, в 2006 году, в Мехико, в Мексике, в 2009 году, в Италии в 2012 году, и Филадельфии, в США в 2015 году. Следующая встреча должна будет пройти в 2018 году в Дублине, Ирландия.
Совет заседал во дворце Святого Каликста, на пьяццо Сан-Калисто в Риме. 
6 июня 2006 года Совет издал документ, озаглавленный «Семья и человеческое деторождение» замечающий, что «Никогда прежде не было естественное установление брака и семьи жертвой таких сильных нападений».
Упразднён согласно motu proprio Sedula Mater c 1 сентября 2016 года, путём слияния Папских Советов по делам семьи и по делам мирян в одно ведомство — Дикастерию по делам мирян, семьи и жизни.

## Председатели Папского Совета по делам семьи
- кардинал Морис Руа (11 января 1973 — 16 декабря 1976);
- кардинал Опилио Росси (10 декабря 1976 — 4 августа 1981);
- кардинал Джеймс Роберт Нокс (4 августа 1981 — 26 июня 1983);
- кардинал Эдуар Ганьон (7 июля 1983 — 8 ноября 1990);
- кардинал Альфонсо Лопес Трухильо (8 ноября 1990 — 19 апреля 2008);
- кардинал Эннио Антонелли (7 июня 2008 — 26 июня 2012);
- архиепископ Винченцо Палья (26 июня 2012 — 31 августа 2016).